# Estación de Torre Baró-Vallbona
Torre Baró | Vallbona es una estación de la línea 11 del Metro de Barcelona. Ofrece una conexión con la estación de Torre del Baró - Vallbona (renfe) perteneciente a las líneas R3, R4, R7 y R12 de Rodalies de Catalunya.

## Historia
La estación Torre Baró | Vallbona de la línea 11 del Metro de Barcelona se puso en servicio en 2003, con la inauguración de dicha línea.
La estación está al aire libre y situada entre la avenida Escolapi Càncer y la calle Sant Feliu de Codines. Tiene un vestíbulo en cada extremo de la estación. El del lado sur dispone de un solo acceso a nivel desde la avenida de Vallbona, que está muy próximo a la estación de cercanías. El otro vestíbulo está situado en el lado norte y tiene un solo acceso desde la calle Sant Feliu de Codines. Los dos vestíbulos disponen de máquinas de venta automática de billetes y de puertas de control de acceso a los andenes. En el caso del vestíbulo con acceso desde la avenida de Vallbona, también hay un centro de control. Desde el vestíbulo sur, se accede mediante una suave pendiente al andén de la vía 1, mientras que desde el vestíbulo norte hay que bajar dos tramos de escaleras que llevan a un paso superior entre los andenes. Para enlazar el vestíbulo norte y el paso superior también hay ascensores, y para bajar al nivel de andenes hay nuevamente ascensores y también escalinatas. Así pues, el nivel por el que circulan los trenes está formado por dos vías con andenes laterales cubiertos totalmente por una marquesina para resguardar a los viajeros de las inclemencias meteorológicas. En la estación de Torre Baró | Vallbona se cruzan el tren ascendente y el descendente, usando siempre el tren dirección Can Cuiàs la vía 1, y el tren dirección Trinitat Nova la vía 2.

## Líneas
| << cabecera   | < estación      | línea | estación >       | cabecera >> |
| ------------- | --------------- | ----- | ---------------- | ----------- |
| Metro         |                 |       |                  |             |
| Trinitat Nova | Casa de l'Aigua |       | Ciutat Meridiana | Can Cuiàs   |